# Sandur község
Sandur község (feröeriül: Sands kommuna) egy község Feröeren. Sandoy nyugati részén fekszik. A Kommunusamskipan Føroya önkormányzati szövetség tagja.

## Történelem
A község jelenlegi formájában 1930-ban jött létre.

## Önkormányzat és közigazgatás

### Települések
| Település | Népesség | Mióta a község része | Előző község        | Megjegyzés         |
| --------- | -------- | -------------------- | ------------------- | ------------------ |
| Sandur    | 532      | 1930                 | Sandoy egyházközség | A község székhelye |

### Polgármesterek
- Páll á Reynatúgvu (2002 – 2004/2005 – 2008/2009–)[5][6][7]

## Népesség
| Év              | Lakosság |
| --------------- | -------- |
| 1986. január 1. | 640      |
| 1991. január 1. | 644      |
| 1996. január 1. | 550      |
| 2001. január 1. | 554      |
| 2006. január 1. | 585      |

### Külső hivatkozások
- Hivatalos honlap (feröeri)